# Sztapár
Sztapár (szerbül Стапар / Stapar) falu Szerbiában, a Vajdaságban, a Nyugat-bácskai körzetben, Zombor községben.

## Története
Nevét az oklevelek 1740 körül említették először a zombori határőri miliciával kapcsolatban, mely többek között egy Stapari nevezetű pusztát használt.
1749-ben még puszta volt, a következő évben azonban Bukcsinováczból (Apatin alatt) és Vranyosevóból (Apatin fölött Vranyos) a nép Sztapár pusztára telepedett. E két régi lakóhely neve Sztapár határában máig fenn van. A buksinovóiak a Popin zid (a pap falá)-tól délre, a vranyesevóiak attól északra laktak a faluban. Később Puszta-Szentivánból és Bresztováczból is ide költöztek a szerbek, így a falu gyarapodva, már 1753-ban görögkeleti szerb templomot is építettek.
Az 1768. évi kamarai térkép szerint Sztapár faluban 180 szerb család volt. A falutól keletre volt Oblicza puszta, tovább keletre Preradovity puszta, ezek alatt Szamovoricza puszta. E három puszta nem a falu tartozéka volt, csak bérelték. 1772-ben volt úrbéri rendezés, mikor e pusztákat úrbérileg a falu határához csatolták. 1891-ben a sztapári uradalmat 660,000 forinton Haas és Deutsch budapesti cég vette meg.
A község régi pecsétje 1777-ből való. Az 1900. évi népszámláláskor Sztapáron 5571 lélek élt 1061 házban. A helységnek addig használt Ósztapár neve helyett az 1904. évi miniszteri rendelet szerint Sztapár lett a hivatalos neve.
A község határában a zombori Zsarkovácz-szállások felé, hosszú földhát van; rajta három halom, mely közelében egy régi földvár látható.
A falu határában feküdt egykor Szent-Miklós, Szent-Katerina és Kenyeres. Az első a Marótiak birtoka volt, melyet cserében szereztek meg. 1477-ben a Báthoriaké lett, de a Szentgyörgyi grófok is igényt tartottak rá.

## Népesség

### Demográfiai változások
| 1948 | 1953 | 1961 | 1971 | 1981 | 1991 | 2002 | 2011 |
| ---- | ---- | ---- | ---- | ---- | ---- | ---- | ---- |
| 4811 | 4925 | 4582 | 4242 | 3988 | 3795 | 3720 | 3282 |